# Saint-Loup-des-Chaumes
Saint-Loup-des-Chaumes é uma comuna francesa na região administrativa do Centro, no departamento Cher. Estende-se por uma área de 18,53 km². Em 2010 a comuna tinha 301 habitantes (densidade: 16,2 hab./km²).